# WrestleMania 22
WrestleMania 22 è stata la ventiduesima edizione dell'omonimo evento in pay-per-view di wrestling prodotto dalla World Wrestling Entertainment. L'evento si è svolto il 2 aprile 2006 all'Allstate Arena di Rosemont (Illinois). È stata la terza edizione di WrestleMania, dopo WrestleMania II e WrestleMania XIII, a svolgersi nella zona metropolitana di Chicago.
A questa edizione presero parte i wrestler di entrambi i roster presenti allora, Raw e SmackDown!. La tagline dell'evento fu Big Time, come il titolo della colonna sonora ufficiale di Peter Gabriel. La seconda colonna sonora dell'evento fu I Dare You degli Shinedown.

## Storyline
La rivalità principale di WrestleMania per quanto riguarda il roster di Raw fu quella tra John Cena e Triple H per il WWE Championship detenuto da Cena. Dopo aver fallito la vittoria del Royal Rumble match, Triple H partecipò al Road to WrestleMania Tournament, dove il vincitore sarebbe diventato il contendente numero uno al WWE Championship a WrestleMania 22. Nella finale del torneo, svoltasi il 20 febbraio, Triple H affrontò Rob Van Dam e Big Show in un triple threat match. Triple H vinse il match dopo aver schienato RVD in seguito ad una Pedigree.
La rivalità principale per quanto riguarda il roster di SmackDown! fu quella tra Kurt Angle, Rey Mysterio e Randy Orton per il World Heavyweight Championship di Angle. A Royal Rumble, Mysterio vinse il royal rumble match, eliminando per ultimo Randy Orton, ottenendo il diritto di avere un'opportunità titolata a WrestleMania 22. A No Way Out, Orton sconfisse Mysterio vincendo l'opportunità titolata di Mysterio di WrestleMania. Il 24 febbraio, a SmackDown, il general manager, Theodore Long, annunciò che il match per il World Heavyweight Championship sarebbe diventato un triple threat match tra Mysterio, Orton e il campione Angle.
Un'altra rivalità del roster di Raw fu quella tra Shawn Michaels e Mr. McMahon. Il 26 dicembre a Raw, McMahon e Michaels ebbero una discussione finita con McMahon che disse di voler fregare Michaels come ha fatto con Bret Hart. Il 23 gennaio, a Raw, Shawn Michaels affrontò Shelton Benjamin e Mr. McMahon disse che in caso di sconfitta, Michaels non avrebbe potuto partecipare al royal rumble match. Shawn vinse il match e rimase nel royal rumble match. A Royal Rumble, nell'omonimo match, HBK venne distratto da Mr. McMahon, permettendo al figlio, Shane McMahon (che non era tra i partecipanti), di eliminarlo dal match. Nella puntata di Raw del 27 febbraio, Mr. McMahon annunciò che lui e Michaels si sarebbero affrontati a WrestleMania 22. A Saturday Night's Main Event, Mr. McMahon interferì nello street fight tra Michaels e Shane facendo volontariamente perdere HBK. Nella puntata di Raw del 20 marzo, Mr. McMahon informò Michaels che il loro match di WrestleMania sarebbe stato un no holds barred match.
Nella puntata di SmackDown! del 3 marzo, The Undertaker sfidò il World Heavyweight Champion Kurt Angle ad un match per il titolo e quest'ultimo accettò. La sera stessa, durante il match, Mark Henry interferì e attaccò The Undertaker facendo, così, terminare l'incontro in squalifica. La settimana successiva, a SmackDown!, The Undertaker sfidò Henry in un casket match per WrestleMania 22.
Il 29 gennaio, a Royal Rumble, John Cena sconfisse Edge per riconquistare il WWE Championship. Nella puntata di Raw del 16 febbraio, Cena sconfisse Edge per mantenere il titolo in un match con Mick Foley nelle vesti di arbitro speciale. Al termine del match, Edge eseguì una spear ai danni di Foley, incolpandolo della sconfitta subita. Il 18 marzo, a Saturday Night's Main Event, Foley si vendicò colpendo Edge con un con-chair-to. Venne dunque annunciato che Edge e Foley si sarebbero affrontati in un hardcore match a WrestleMania 22.

## Evento
Prima della messa in onda dell'evento, Viscera vinse una 18-man Interpromotional Battle Royal dopo aver eliminato per ultimo Snitsky.

### Match preliminari
L'evento fu introdotto dall'esibizione di Michelle Williams (membro delle Destiny's Child), la quale cantò "America the Beautiful".
Il primo match dell'evento fu quello valevole per il World Tag Team Championship tra la coppia campione Big Show e Kane e quella sfidante formata da Carlito e Chris Masters. Durante le fasi iniziali del match, Big Show e Kane dominarono Carlito e Masters. In seguito, Carlito e Masters si portarono in vantaggio dopo aver eseguito un double flapjack su Big Show. Più avanti, Big Show ruppe il dominio di Carlito e Masters colpendo entrambi con un double suplex per poi dare il cambio a Kane. Durante le fasi finali del match, Masters applicò la Masterlock su Kane, ma Big Show interruppe la presa colpendo Masters con un superkick. Masters diede poi il cambio a Carlito, il quale eseguì il Backstabber su Kane. Nel finale, Kane colpì prima Masters con un big boot e poi eseguì la Chokeslam su Carlito. Kane schienò poi Carlito per vincere il match e mantenere i titoli di coppia.

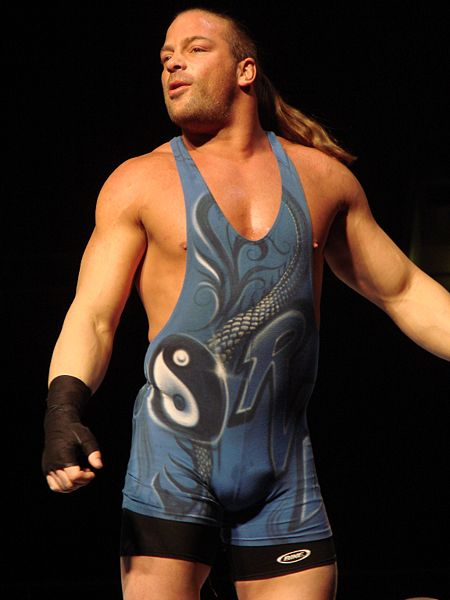
Rob Van Dam, vincitore del Money in the Bank Ladder match

Il match successivo fu il Money in the Bank Ladder match tra Bobby Lashley, Finlay, Matt Hardy, Ric Flair, Rob Van Dam e l'Intercontinental Champion Shelton Benjamin. Il match iniziò con tutti e sei i partecipanti che si attaccarono a vicenda. In seguito, Hardy si recò all'esterno del ring per prendere una scala ma, una volta presa, Van Dam gli si gettò sopra con un pescado. Dopodiché, Benjamin appoggiò una scala sulle corde del ring e la utilizzò per correrci sopra e buttarsi con una senton addosso a Van Dam, Hardy e Lashley (posizionati all'esterno del quadrato). Più avanti, Hardy eseguì un suplex su Flair dalla cima di una scala e, in seguito all'impatto, quest'ultimo fu prima soccorso da alcuni funzionari della WWE e poi riportato nel backstage. Successivamente, Van Dam fece impattare Benjamin contro una scala dopo l'esecuzione di un drop toe hold per poi posizionarcelo sopra e tentare il Rolling Thunder; tuttavia, Benjamin schivò la manovra e Van Dam finì con lo schiantarsi di schiena sopra la scala. Lashley salì poi su una scala per provare ad impossessarsi della valigetta, però Benjamin, Hardy e Finlay lo bloccarono per poi stenderlo al tappeto con una triple powerbomb dalla scala. Pochi istanti dopo, Hardy colpì Finlay all'angolo con una scala per poi tentare di eseguire su di lui un running splash, ma Finlay contrattaccò lanciando la scala verso Hardy, il quale crollò a terra. Dopo che Finlay colpì anche Lashley e Van Dam con la scala, Flair ritornò sul ring ed attaccò immediatamente Finlay con una serie di chop. Dopo aver attaccato anche Hardy e Benjamin, Flair iniziò la scalata solitaria verso la valigetta; tuttavia, Finlay lo fermò e lo colpì in pieno volto con il suo shillelagh, facendolo così cadere dalla scala. Finlay e Benjamin iniziarono poi a combattere sulla scala, finché Lashley non fece cadere entrambi dopo averli colpiti con un'altra scala. Dopo aver eseguito la Dominator su Benjamin, Lashley incominciò la scalata verso la valigetta, però Van Dam salì sulla terza corda per poi eseguire con l'ausilio di una sedia d'acciaio la Van Daminator su Lashley. Dato che Lashley si trovava al tappeto, Hardy salì sulla cima di una scala e si gettò sopra allo stesso Lashley con un diving leg drop. Dopo che Hardy eseguì il Side Effect dalla cima della scala ai danni di Finlay, Van Dam si portò sulla sommità di un'altra scala, dalla quale eseguì poi la Five Star Frog Splash sempre su Finlay. Nel finale, mentre Van Dam e Benjamin stavano combattendo in cima ad una scala, Hardy ne posizionò un'altra di fianco a questi ultimi e vi salì sopra. I tre si attaccarono a vicenda, finché Van Dam non spinse Hardy e Benjamin giù dalla scala su cui erano posizionati. Dopo che Hardy e Benjamin caddero all'esterno del ring, Van Dam staccò la valigetta per vincere il match.
Il terzo match fu quello valevole per lo United States Championship tra il campione Chris Benoit e lo sfidante John "Bradshaw" Layfield. Durante le fasi iniziali del match, Benoit si portò in vantaggio nei confronti di JBL dopo l'esecuzione di una serie di german suplex. In seguito, JBL si riprese ed eseguì un superplex dalla terza corda su Benoit per poi continuare ad attaccarlo con una serie di suplex. Successivamente, Benoit contrattaccò l'offensiva di JBL eseguendo un back drop per poi colpirlo con i Three Amigos. Dopo aver eseguito i Three Amigos, Benoit colpì JBL con il diving headbutt e lo schienò, ma quest'ultimo si liberò dallo schienamento dopo un conteggio di due. Nel finale, JBL tentò di eseguire la Clothesline from Hell su Benoit, però il campione rovesciò la manovra nella Crippler Crossface; tuttavia, mentre si trovava rinchiuso nella presa di sottomissione, JBL girò su sé stesso e schienò Benoit, facendo illegalmente leva sulle corde, per vincere il match e conquistare il titolo.

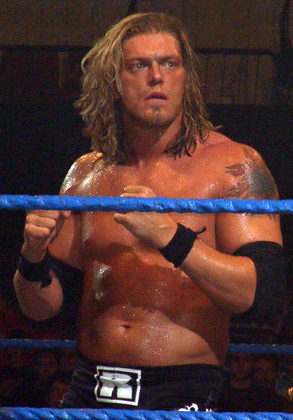
Edge, che affrontò e sconfisse Mick Foley in un Hardcore match

Il match seguente fu l'Hardcore match tra Edge (con Lita) e Mick Foley. Il match iniziò con Edge che tentò di colpire Foley con una mazza da baseball, però quest'ultimo schivò l'attacco per poi eseguire un face slam su Edge. Foley mise poi Edge all'angolo nella posizione del tree of woe e lo colpì con un running elbow. In seguito, Edge contrattaccò eseguendo una clothesline su Foley per poi farsi passare da Lita un vassoio d'acciaio, che utilizzò per colpire ripetutamente Foley al volto. Edge eseguì poi la Spear su Foley ma, dopo l'esecuzione della manovra, Edge iniziò a sanguinare da una spalla poiché Foley aveva nascosto del filo spinato attorno alla sua zona addominale. Dopodiché, Foley staccò il filo spinato che aveva attorno all'addome e lo utilizzò per colpire Edge, aprendogli così delle ferite in varie zone del corpo. Dopo che Edge rimase involontariamente incastrato tra la seconda e la terza corda del ring, Foley cercò di approfittarne e si impossessò dunque di una mazza con filo spinato. Foley tentò poi di colpire Edge con la mazza di filo spinato, ma Lita saltò sulla sua schiena e lo bloccò consentendo, così, a Edge di liberarsi; tuttavia, mentre aveva Lita aggrappata alla sua schiena, Foley colpì Edge con una clothesline. Poco dopo, mentre stavano combattendo all'esterno del ring, Foley tentò di colpire Edge, ma quest'ultimo contrattaccò e lanciò Foley contro dei gradoni d'acciaio per poi colpirlo con un mat slam sulla rampa dello stage. Edge schienò poi Foley, però quest'ultimo si liberò dopo un conto di due. Rientrati sul quadrato, Foley eseguì un piledriver su Edge e lo schienò, ma Edge si liberò dallo schienamento dopo un conteggio di due. Foley tentò poi di colpire Edge con una sedia d'acciaio, però Lita interferì e distrasse Foley permettendo, così, a Edge di colpirlo con una DDT sul vassoio d'acciaio. Dopo che Foley si liberò dallo schienamento, Edge prese la mazza di filo spinato e con essa vi colpì continuamente Foley, finché quest'ultimo non subì una profonda ferita al volto. Edge si recò poi all'esterno del ring e si impossessò di un sacchetto contenente delle puntine da disegno, che lo stesso Edge sparse, in seguito, sul quadrato. Pochi istanti dopo, Edge tentò di lanciare Foley sulle puntine, ma Foley contrattaccò e lanciò proprio lo stesso Edge sulle puntine dopo l'esecuzione di un back drop; con le puntine che si conficcarono quindi nella schiena della Rated-R Superstar. Dopo che Edge finì sopra le puntine, Foley attorcigliò del filo spinato intorno alla sua mano destra per poi applicare la Mandible Claw su Edge. Lita accorse immediatamente sul ring in aiuto di Edge, però anche lei finì vittima della Mandible Claw di Foley, il quale colpì poi Edge con la mazza di filo spinato, andandogli ad aprire una profondissima ferita alla fronte. Nel finale, Foley versò del liquido combustibile su di un tavolo, posizionato all'esterno del ring, ma Lita lo sorprese e lo colpì nelle parti basse con la mazza di filo spinato per poi dare fuoco al tavolo con l'ausilio di un accendino. Dato che Foley si trovava sull'apron ring, Edge ne approfittò ed eseguì la Spear su Foley attraverso il tavolo infuocato, che andò in frantumi. Edge schienò poi Foley per vincere questo duro e cruento match.
Il quinto match vide Booker T e Sharmell affrontare The Boogeyman in un 2-on-1 Handicap match. Durante il match, mentre aveva dei vermi in bocca, The Boogeyman baciò Sharmell, rendendola dunque impossibilitata a continuare il match. Nel finale, The Boogeyman eseguì la Falling Chokebomb su Booker per poi schienarlo e vincere il match.
Il match che seguì fu quello valevole per il Women's Championship tra la campionessa Trish Stratus e la sfidante Mickie James. Durante le fasi iniziali del match, Trish dominò Mickie. In seguito, mentre stavano combattendo all'esterno del ring, Trish tentò di colpire Mickie con un superkick, ma quest'ultima schivò l'attaccò e la campionessa finì con l'impattare contro un paletto di sostegno del quadrato. Da quel momento in poi, Mickie dominò Trish, finché la campionessa non eseguì una hurricanrana su Mickie per poi colpirla con una top rope powerbomb e schienarla; tuttavia, Mickie si liberò dallo schienamento dopo un conteggio di due. Nel finale, Trish tentò di eseguire la Stratusfaction, però Mickie contrattaccò e colpì Trish con il Mick Kick. Mickie schienò poi Trish per vincere il match e conquistare il titolo femminile.
Il settimo match dell'evento fu il Casket match tra The Undertaker e Mark Henry. Durante le fasi iniziali del match, The Undertaker si portò in vantaggio nei confronti di Henry dopo l'esecuzione della Old School. In seguito, Henry iniziò a dominare The Undertaker per poi colpirlo con la World's Strongest Slam. Henry attaccò poi The Undertaker all'angolo, ma il Deadman contrattaccò ed eseguì la Last Ride su Henry per poi lanciarlo sopra alla bara. Mentre Henry si trovava all'esterno del ring, The Undertaker gli si gettò sopra con un suicide dive. Nel finale, The Undertaker eseguì il Tombstone Piledriver su Henry per poi rinchiuderlo all'interno della bara e vincere il match, portando così la sua Streak sul 14-0.

### Match principali

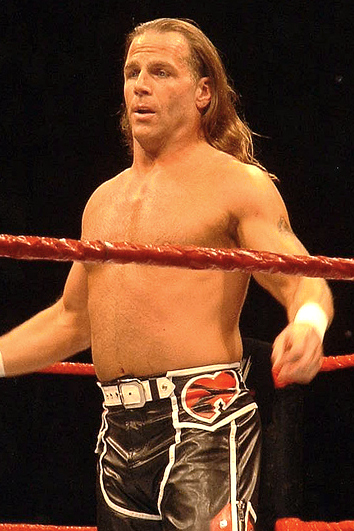
Shawn Michaels sconfisse Mr. McMahon in un No Holds Barred match

Il match successivo fu il No Holds Barred match tra Shawn Michaels e Mr. McMahon. Il match iniziò all'esterno del ring, dove Michaels lanciò McMahon sopra ad un tavolo dei commentatori. Dopo essere entrati sul quadrato, Michaels fracassò un quadro sulla testa di McMahon. In seguito, Michaels venne attaccato dall'intera Spirit Squad (Kenny, Johnny, Mitch, Nicky e Mikey), la quale interferì in favore di McMahon colpendo HBK con una sky lift slam. Successivamente, Michaels si sbarazzò di tutti e cinque i membri della Spirit Squad dopo che colpì ognuno di essi con un coperchio di un bidone dell'immondizia. Dopo che Michaels rispedì nel backstage la Spirit Squad, McMahon si riprese ed attaccò HBK con una clothesline per poi colpirlo e strangolarlo ripetutamente con una cintura di cuoio. McMahon tentò poi di eseguire la Sweet Chin Music sullo stesso Michaels, ma quest'ultimo lo bloccò per poi colpirlo con un flying forearm smash. Dopodiché, Michaels colpì McMahon con la cintura di cuoio per poi eseguire su di lui il diving elbow drop e tentare la Sweet Chin Music; tuttavia, Shane McMahon interferì e colpì Michaels con una kendo stick prima che HBK potesse eseguire la manovra ai danni di suo padre. McMahon ordinò poi a Shane di porre il volto di Michaels sul suo sedere ma, mentre Shane stava per eseguire ciò, Michaels contrattaccò e mise il volto dello stesso Shane sulle natiche di McMahon. Pochi istanti dopo, Michaels colpì McMahon con un low-blow per poi ammanettare Shane ad una corda del ring, in modo che non potesse più interferire durante l'incontro. Michaels prese poi una scala da sotto il quadrato e la utilizzò per colpire in pieno volto McMahon, aprendogli una ferita sulla fronte. Nel finale, Michaels mise un bidone dell'immondizia sulla testa di McMahon per poi posizionare quest'ultimo su di un tavolo. Michaels salì poi sulla cima della scala, dalla quale si gettò sopra a McMahon con un diving elbow drop mandando, così, in frantumi il tavolo. Michaels eseguì poi la Sweet Chin Music su McMahon e lo schienò per vincere il match.

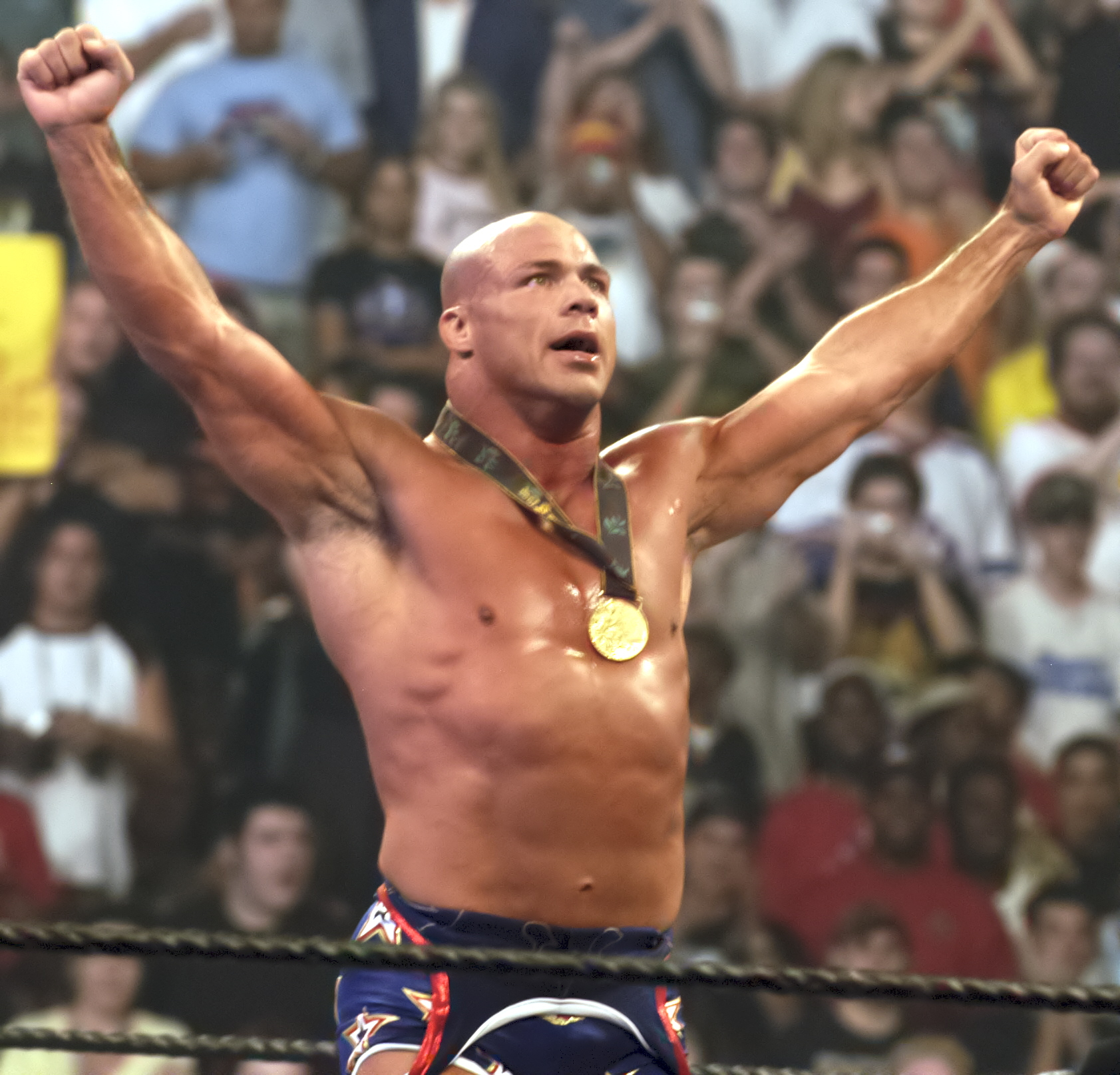
Kurt Angle perse il World Heavyweight Championship in favore di Rey Mysterio in un Triple Threat match che includeva anche Randy Orton

Il nono match dell'evento fu il Triple Threat match per il World Heavyweight Championship tra il campione Kurt Angle e gli sfidanti Rey Mysterio e Randy Orton. Il match iniziò con Orton che colpì Angle al volto con il World Heavyweight Championship per poi eseguire uno standing dropkick su Mysterio. In seguito, Angle si riprese ed eseguì un double german suplex sia su Orton che su Mysterio. Più avanti, Mysterio eseguì una super hurricanrana dalla terza corda del ring su Orton per poi colpire Angle con una headscissor. Dopodiché, Angle applicò la Ankle Lock su Mysterio e lo forzò alla resa ma, dato che Orton distrasse l'arbitro, il direttore di gara non poté vederla. Angle colpì dunque Orton con una serie di german suplex per poi eseguire un inverted belly to belly suplex su Mysterio. Dopo che Angle lanciò Mysterio all'esterno del ring con la Angle Slam, il campione applicò la Ankle Lock su Orton; tuttavia, mentre quest'ultimo era rinchiuso nella presa di sottomissione di Angle, Mysterio saltò sulle corde e colpì lo stesso Angle con il Droppin' Da Dime andando, così, a rompere la presa. Dopo che Angle gettò Mysterio contro un paletto di sostegno del quadrato, Orton eseguì la RKO sull'Olympic Hero per poi schienarlo, ma Angle si liberò dallo schienamento dopo un conteggio di due. Pochi attimi dopo, Angle eseguì un super belly to belly suplex dalla terza corda ai danni di Orton, però Mysterio rientrò sul ring e colpì il campione con la 619 per poi eseguire su di lui una seated senton e schienarlo; tuttavia, Angle evase dallo schienamento dopo un conto di due. Angle tentò poi di eseguire la Angle Slam su Mysterio, ma quest'ultimo rovesciò la manovra e lanciò Angle all'esterno del quadrato dopo l'esecuzione di una hip toss. Nel finale, con Angle a terra, Mysterio colpì Orton con la 619 per poi eseguire su di lui la West Coast Pop. Mysterio schienò poi Orton per vincere il match e conquistare il titolo per la prima volta in carriera.

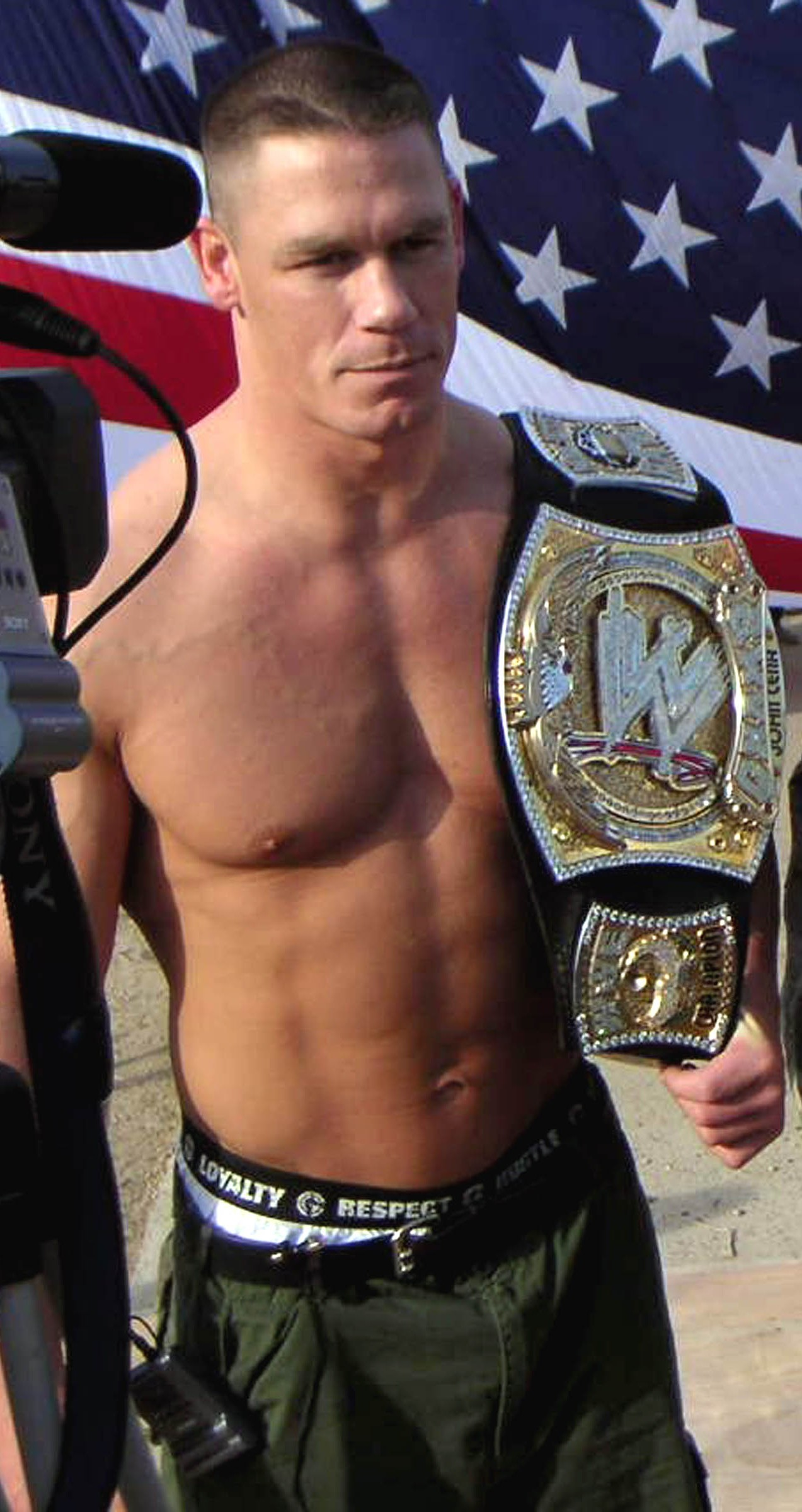
John Cena difese il WWE Championship dall'assalto di Triple H

Il match seguente fu il Playboy Pillow Fight tra Torrie Wilson e Candice Michelle. Durante il match, Torrie tolse il vestito di Candice e, più avanti, anche Candice spogliò Torrie dei propri indumenti. Nel finale, Torrie schienò Candice con un roll-up per vincere il match.
Il main event fu il match per il WWE Championship tra il campione John Cena e lo sfidante Triple H. Il match iniziò con Triple H che lanciò Cena all'esterno del ring. In seguito, Cena si portò in vantaggio nei confronti di Triple H dopo l'esecuzione di un back body drop e di un fisherman suplex. Dopo che Cena gettò Triple H all'esterno del quadrato con un Irish Whip, il campione in carica eseguì un back body drop su The Game sopra la rampa dello stage. Rientrati sul ring, Triple H colpì Cena con un high knee per poi lanciarlo contro dei gradoni d'acciaio ed eseguire su di lui un facebreaker knee smash e una clothesline. Dopodiché, Cena contrattaccò colpendo Triple H con una clothesline e con la Protobomb per poi tentare di eseguire il Five Knuckle Shuffle. Triple H contrattaccò poi la manovra eseguendo uno spinebuster su Cena. Dopo che Cena colpì Triple H con dei flying shoulder block, The Game si portò in vantaggio applicando una sleeper hold sul campione. Cena si liberò poi dalla presa di sottomissione eseguendo un'altra Protobomb su Triple H per poi colpirlo con il Five Knuckle Shuffle e rinchiuderlo nella STFU. Triple H oppose resistenza e, dato ciò, Cena decise di tentare la F-U; tuttavia, The Game rovesciò la manovra e spinse Cena all'angolo contro l'arbitro per poi colpire entrambi con un low-blow. Dato che l'arbitro fu KO, Triple H si impossessò dello sledgehammer e con esso vi colpì Cena in pieno volto per poi schienarlo. L'arbitro si riprese e contò lo schienamento, però Cena si liberò dopo un conteggio di due. Triple H tentò quindi di eseguire il Pedigree, ma Cena rovesciò la manovra in un back body drop per poi colpire Triple H con la F-U e schienarlo; tuttavia, The Game evase dallo schienamento dopo un conto di due. Cena tentò poi di eseguire un diving crossbody, però Triple H schivò la manovra per poi tentare il Pedrigree su Cena. Nel finale, Cena contrattaccò la mossa ed applicò la STFU su Triple H per poi forzarlo alla resa per vincere il match e mantenere il titolo.

## Risultati
| #    | Incontri                                                                                 | Stipulazioni                                              | Durata |
| ---- | ---------------------------------------------------------------------------------------- | --------------------------------------------------------- | ------ |
| Dark | Viscera ha vinto eliminando per ultimo Snitsky                                           | Battle royal                                              | 06:09  |
| 1    | Big Show e Kane (c) hanno sconfitto Carlito e Chris Masters                              | Tag team match per il World Tag Team Championship         | 06:42  |
| 2    | Rob Van Dam ha sconfitto Bobby Lashley, Finlay, Matt Hardy, Ric Flair e Shelton Benjamin | Money in the bank ladder match                            | 12:14  |
| 3    | John "Bradshaw" Layfield (con Jillian Hall) ha sconfitto Chris Benoit (c)                | Single match per il WWE United States Championship        | 09:48  |
| 4    | Edge (con Lita) ha sconfitto Mick Foley                                                  | Hardcore match                                            | 14:36  |
| 5    | The Boogeyman ha sconfitto Booker T e Sharmell                                           | Two-on-one handicap match                                 | 03:43  |
| 6    | Mickie James ha sconfitto Trish Stratus (c)                                              | Single match per il WWE Women's Championship              | 08:48  |
| 7    | The Undertaker ha sconfitto Mark Henry                                                   | Casket match                                              | 09:28  |
| 8    | Shawn Michaels ha sconfitto Vince McMahon                                                | No holds barred match                                     | 18:20  |
| 9    | Rey Mysterio ha sconfitto Kurt Angle (c) e Randy Orton                                   | Triple threat match per il World Heavyweight Championship | 11:28  |
| 10   | Torrie Wilson ha sconfitto Candice Michelle                                              | Pillow fight match                                        | 03:54  |
| 11   | John Cena (c) ha sconfitto Triple H per sottomissione                                    | Single match per il WWE Championship                      | 22:02  |

### Battle royal
– Lottatore di Raw
     – Lottatore di SmackDown
| #         | Wrestler            | Brand      | Eliminato da                | Tempo |
| --------- | ------------------- | ---------- | --------------------------- | ----- |
| 1         | Simon Dean          | SmackDown! | Snitsky e Tyson Tomko       | 00:02 |
| 2         | Rob Conway          | Raw        | Steven Richards             | 00:49 |
| 3         | Funaki              | SmackDown! | Trevor Murdoch              | 01:02 |
| 4         | Lance Cade          | Raw        | William Regal               | 01:17 |
| 5         | Steven Richards     | SmackDown! | Goldust                     | 01:49 |
| 6         | Matt Striker        | Raw        | Road Warrior Animal         | 02:02 |
| 7         | Super Crazy         | SmackDown! | Eugene e Trevor Murdoch     | 02:27 |
| 8         | Goldust             | Raw        | Psicosis                    | 02:38 |
| 9         | William Regal       | SmackDown! | Snitsky                     | 02:58 |
| 10        | Eugene              | Raw        | Joey Mercury e Johnny Nitro | 03:20 |
| 11        | Trevor Murdoch      | Raw        | Psicosis                    | 03:59 |
| 12        | Psicosis            | SmackDown! | Tyson Tomko                 | 04:03 |
| 13        | Joey Mercury        | SmackDown! | Viscera                     | 07:45 |
| 14        | Johnny Nitro        | SmackDown! | Viscera                     | 07:45 |
| 15        | Tyson Tomko         | Raw        | Snitsky                     | 07:57 |
| 16        | Road Warrior Animal | SmackDown! | Snitsky e Viscera           | 08:44 |
| 17        | Snitsky             | Raw        | Sé stesso                   | 09:01 |
| Vincitore | Viscera             | Raw        | —                           | 09:01 |

## Curiosità
- Michelle Williams cantò America the Beautiful prima dello show.
- Per la prima volta da WrestleMania XV (1999), il vincitore del Royal Rumble match non prese parte al main-event dello show.
- Questa fu l'ultima edizione di WrestleMania a svolgersi in un palazzetto; tutte le edizioni successive, infatti, si sono svolte in degli stadi.
- Tra i sicari che accompagnarono John Cena nella sua entrata in stile "gangster" per il Main Event, si può riconoscere un giovane CM Punk: l'Agosto successivo il wrestler di Chicago fece il suo debutto nel roster di ECW.